# Akoenk (Kotajk)
Akoenk (Armeens: Ակունք) is een plaats in Armenië. Deze plaats ligt in de marzer (provincie) Kotajk. Deze plaats ligt 17 kilometer (hemelsbreed) van de Jerevan (de hoofdstad van Armenië) af. 